# 佐渡火力発電所
佐渡火力発電所（さどかりょくはつでんしょ）は、新潟県佐渡市河原田本町にあった東北電力の火力発電所。

## 概要
佐渡島内に電力を供給する内燃力発電方式の火力発電所であった。1953年3月に1号機が運転を開始、順次増設され、8号機までが建設された。
その後、老朽化に伴い、1～6号機が2005年10月に廃止され、残る7、8号機が2012年3月31日に廃止された。
これに伴い、発電所としては廃止されたが、「佐渡変電所」として変圧器や送電線・配電線等の変電設備の運用を継続する。
なお、佐渡島にある発電所はすべて60Hzで供給を行っている。

## 廃止された発電設備
- 総出力：8,150kW[2]
- 発電方式：ディーゼル発電方式（内燃力発電）

1号機（廃止）
定格出力：750kW
使用燃料：A重油
営業運転期間：1953年3月 - 2005年10月
2号機（廃止）
定格出力：750kW
使用燃料：A重油
営業運転期間：1953年3月 - 2005年10月
3号機（廃止）
定格出力：750kW
使用燃料：A重油
営業運転期間：1956年12月 - 2005年10月
4号機（廃止）
定格出力：1,300kW
使用燃料：A重油
営業運転期間：1958年12月 - 2005年10月
5号機（廃止）
定格出力：1,300kW
使用燃料：A重油
営業運転期間：1958年2月 - 2005年10月
6号機（廃止）
定格出力：1,300kW
使用燃料：A重油
営業運転期間：1962年8月 - 2005年10月
7号機（廃止）
定格出力：1,000kW
使用燃料：A重油
営業運転期間：1964年7月 - 2012年3月31日
8号機（廃止）
定格出力：1,000kW
使用燃料：A重油
営業運転期間：1965年5月 - 2012年3月31日